# 大樂購物中心
大樂購物中心（英語：Dollars Mall）是一間單店營運的社區型購物中心與大型超市，為台灣南部知名企業大統集團旗下的零售品牌之一，原為連鎖量販店經營型態，目前僅保留位於高雄市三民區的大樂購物中心繼續營運，經改裝轉型後於2011年7月重新開業。基地面積為5,935坪，建築總樓板面積為7,422坪（規模屬於中型購物中心），商場主力核心店有自營大型超市、宜得利家居、大創百貨、集雅社及美食廣場。

## 簡介

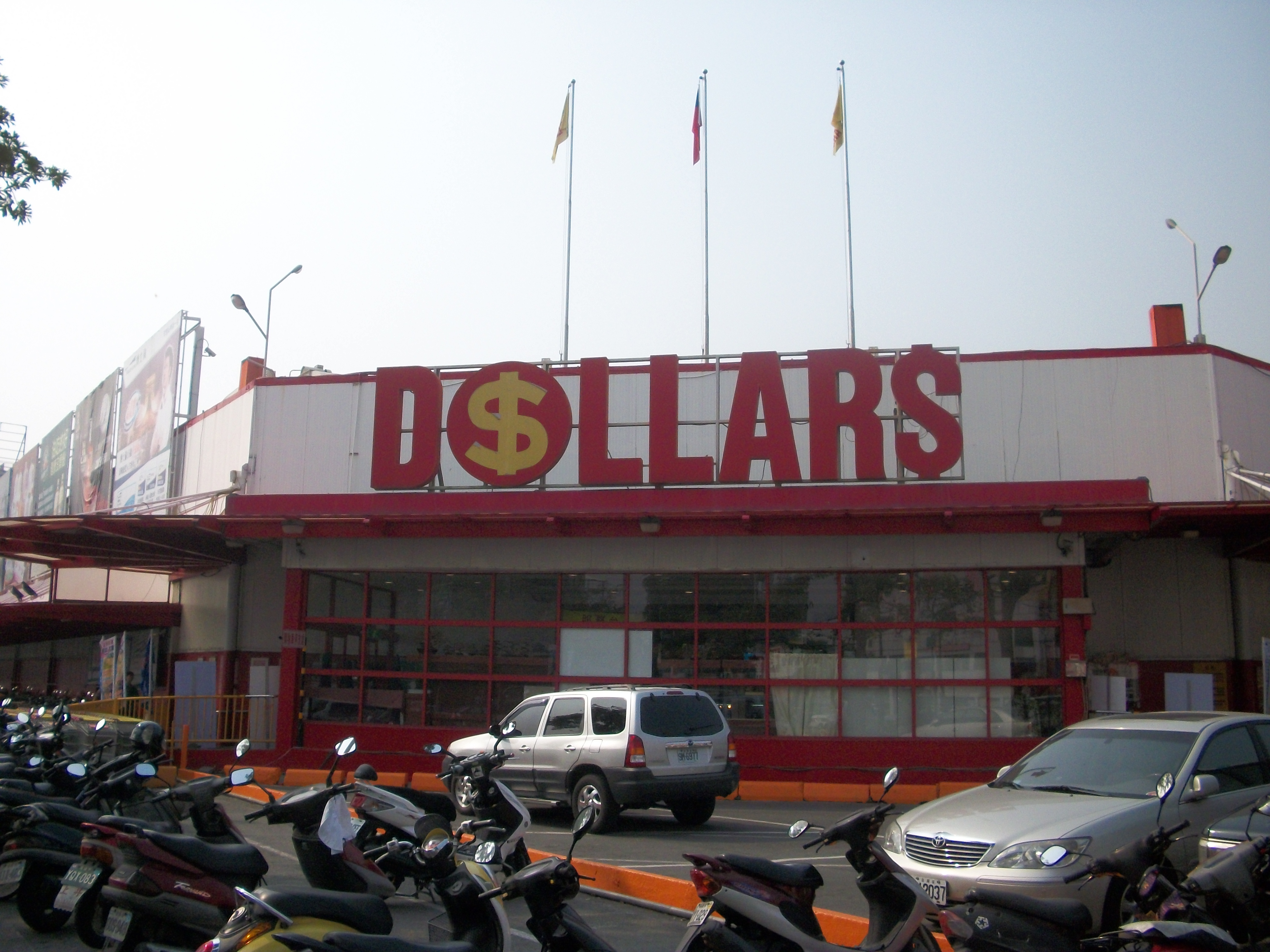
大樂購物中心民族店（2010年，改裝前外貌）

大樂購物中心其前身為大樂量販（更早期為大樂倉儲批發），過去曾有規模較大的「大樂量販」與規模較小的「大統超市」兩種店型，最盛時期曾擁有四家分店，分別位於高雄與屏東境內，雖屬區域性連鎖量販，分店數量不多，但卻在單店營業額方面與其他主流的連鎖量販抗衡，極盛時期單店營業額為35億元（民族店）。後由於店數過少，無法與全國性連鎖量販競爭，故於2008年5月將大統超市澄清店及大樂量販光華店、屏東店等三店賣場租予家樂福經營，並將一年約七千多萬元的租金收入，用於改裝規模最大、擁有新台幣25億元年營業額紀錄的大樂購物中心高雄民族店，計畫轉型為都會型購物中心型態。
2011年7月大樂購物中心民族店以大樂購物中心（Dollars Outlet Mall）名稱重新開業，改裝轉型後量販賣場縮減至占比四成、增加核心生活大店與outlet專櫃的比重，全館包含流行品牌、大型專門店、自營大型超市及美食廣場，首年目標年業績26億，而後實際營業額成長率則為20～25億元的6~11%。大樂曾於2012年針對2011年5月結束營業的家樂福屏中店原址，嘗試比照民族店的購物中心模式的招商計畫但未成功，後該建物由迪卡儂及世界健身俱樂部先後進駐。
2013年，大樂購物中心計畫改建為地上十二層、地下五層的大型商場，規劃有精品百貨、美食區、健身主題館、高樓層觀光旅館等，惟改建商場及旅館的計畫受義享天地、富邦凹子底等眾競爭者加入之故，後已於2017年取消開發計畫。
2014年10月，大樂曾於隔鄰的大統新世紀百貨即將結束營業前，於地下一層開設小型超市型態的大樂新世紀店。

## 發展歷程
- 1991年10月16日，大樂股份有限公司成立。
- 1992年3月18日，大樂倉儲批發光華店開業。
- 1995年2月11日，大樂倉儲批發民族店開業。
- 1997年7月18日，大樂倉儲批發屏東店開業。
- 1998年8月7日，與聯邦銀行合作發行大樂量販聯名信用卡。
- 2008年3月18日，由於即將轉租給家樂褔集團，大樂量販店三家分店上百名員工，從3月13日起無預警遭公司強迫放無薪假，員工不滿形同變相減薪，且連帶影響兩個月後資遣費結算金額，五、六十名員工昨組自救會，揚言「要舉白布條包圍大樂！」大樂強調，因公司人力調配才請員工休假，並未強迫員工休無薪假[10]。
- 2008年3月24日，大樂量販光華店與屏東店、大統超市澄清店結束營業[11]。
- 2008年5月，大樂量販光華店與屏東店、大統超市澄清店原址由家樂福承租經營。
- 2011年7月16日，大樂購物中心民族店改裝後重新開業，更名為大樂購物中心（Dollars Outlet Mall，後更改為Dollars Mall）。
- 2014年10月24日，Dollars大樂新世紀店於大統新世紀百貨地下一層開業。
- 2014年12月31日，Dollars大樂新世紀店結束營業。

## 樓層簡介
| 樓層 | 用途                                 |
| ---- | ------------------------------------ |
| 2F   | 停車場                               |
| 1F   | 食品百貨、食膳廣場、流行品牌、停車場 |
| B1   | 流行品牌、家居生活大店               |

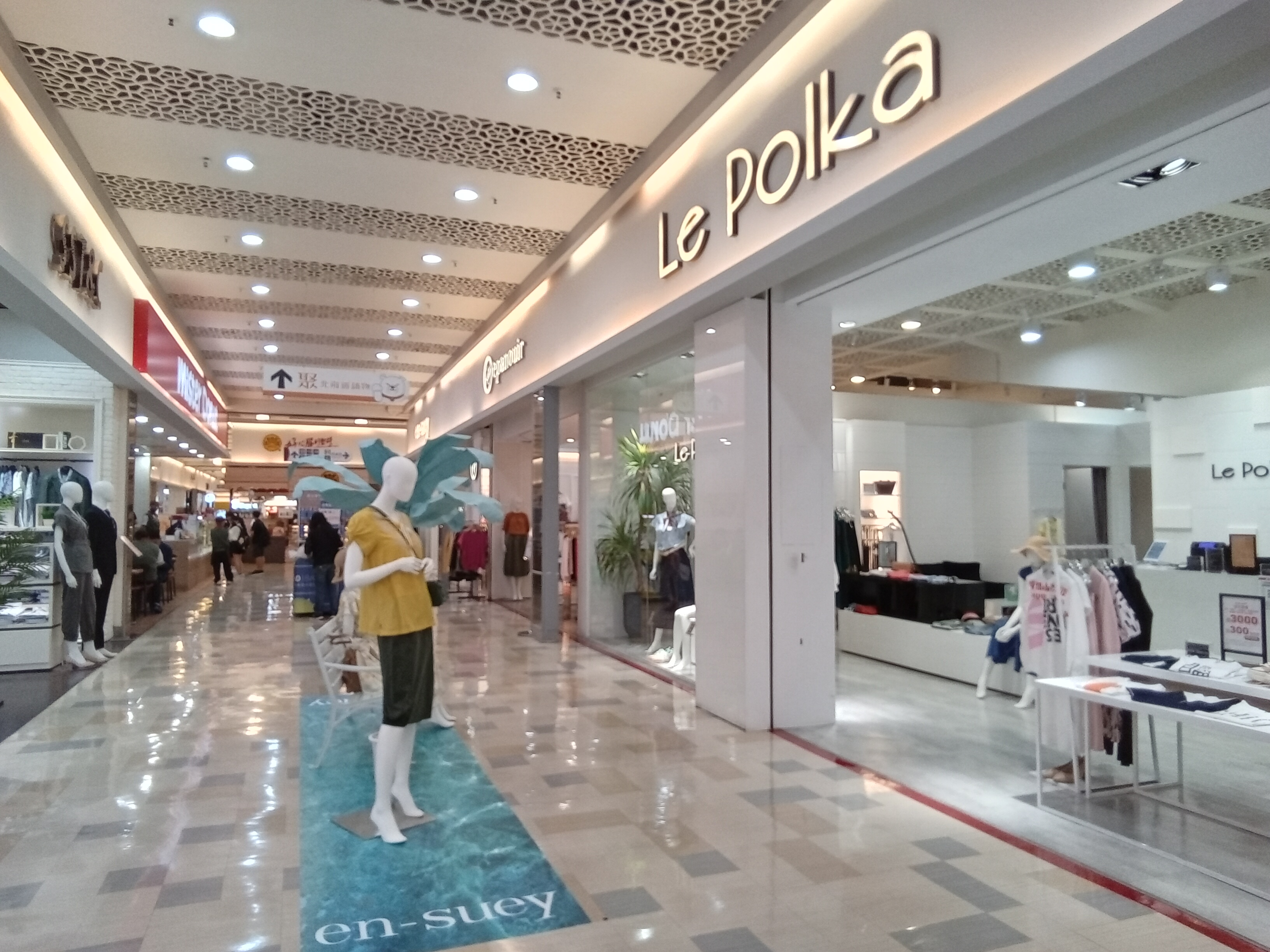
1F商店街
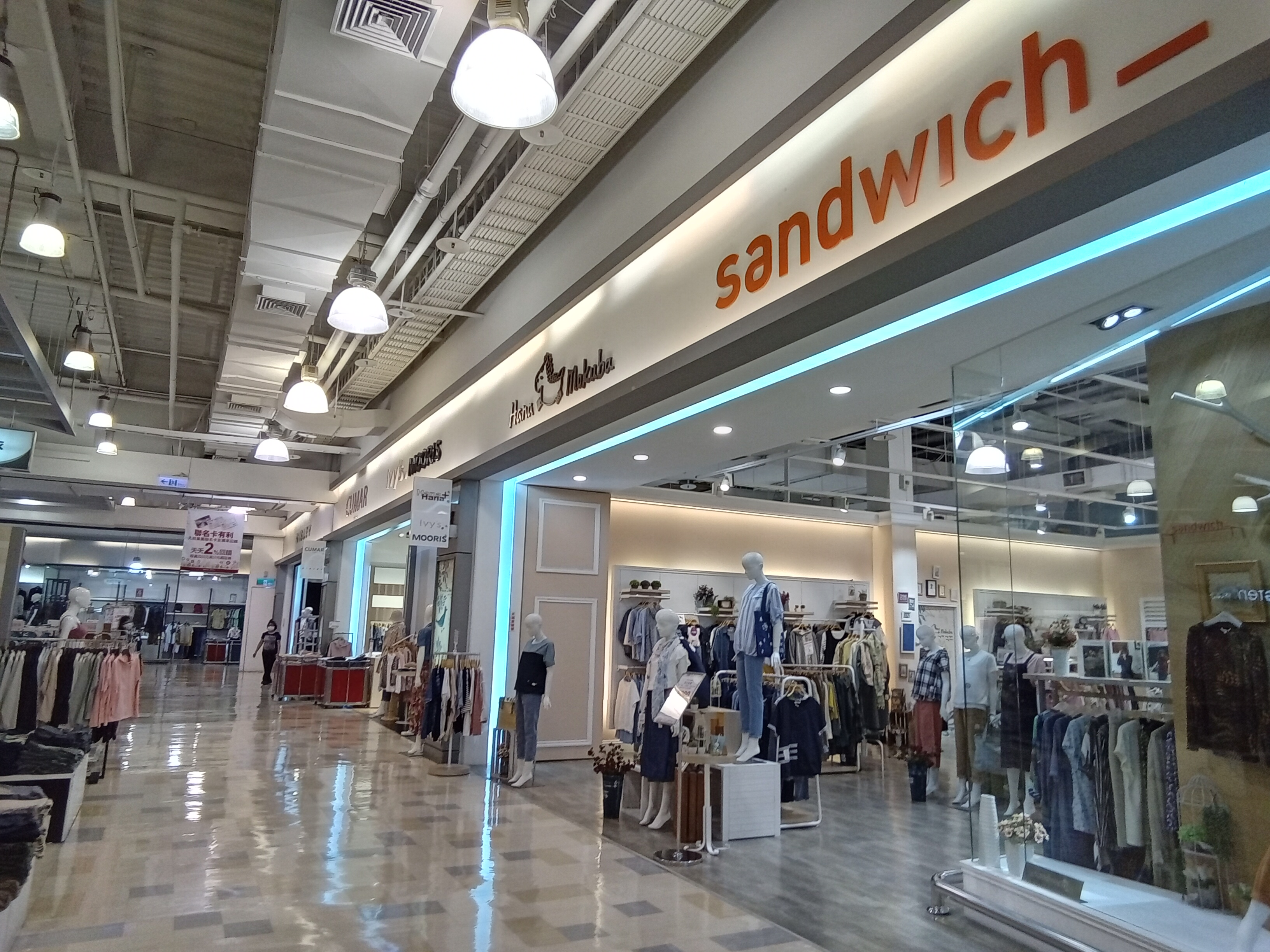
B1商店街
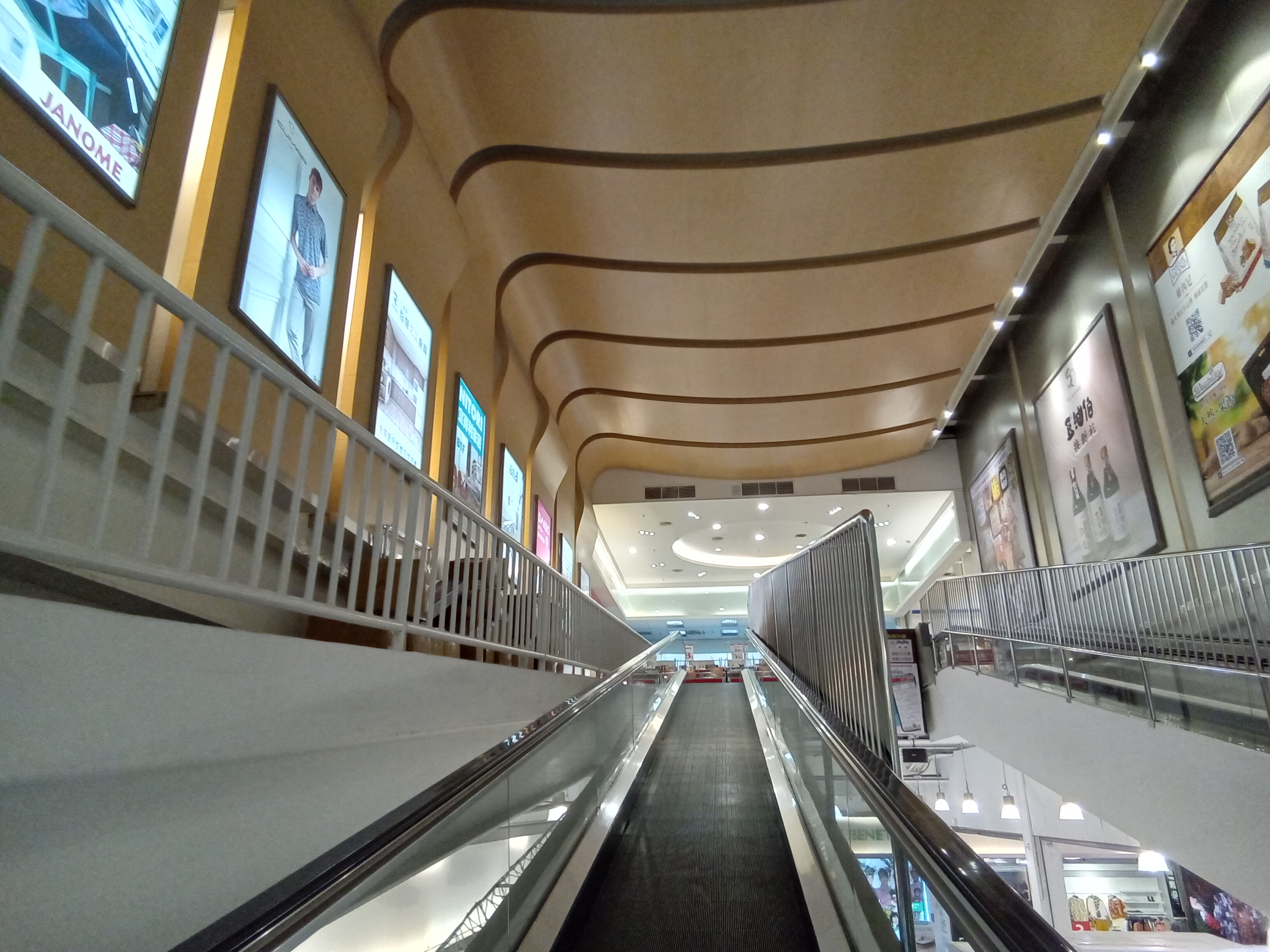
B1至1F的寬闊手扶梯空間
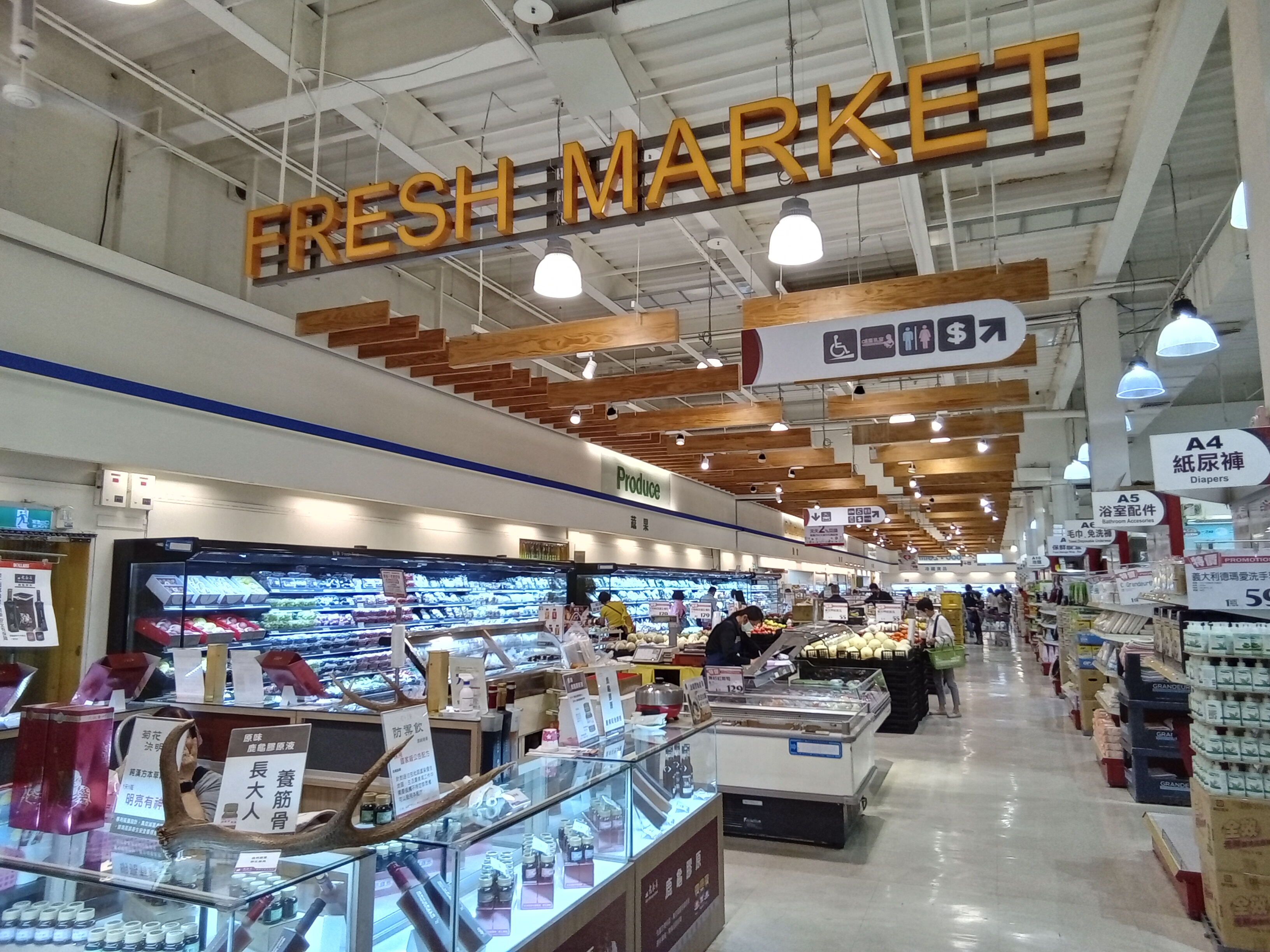
1F自營大型超市的生鮮食品區1
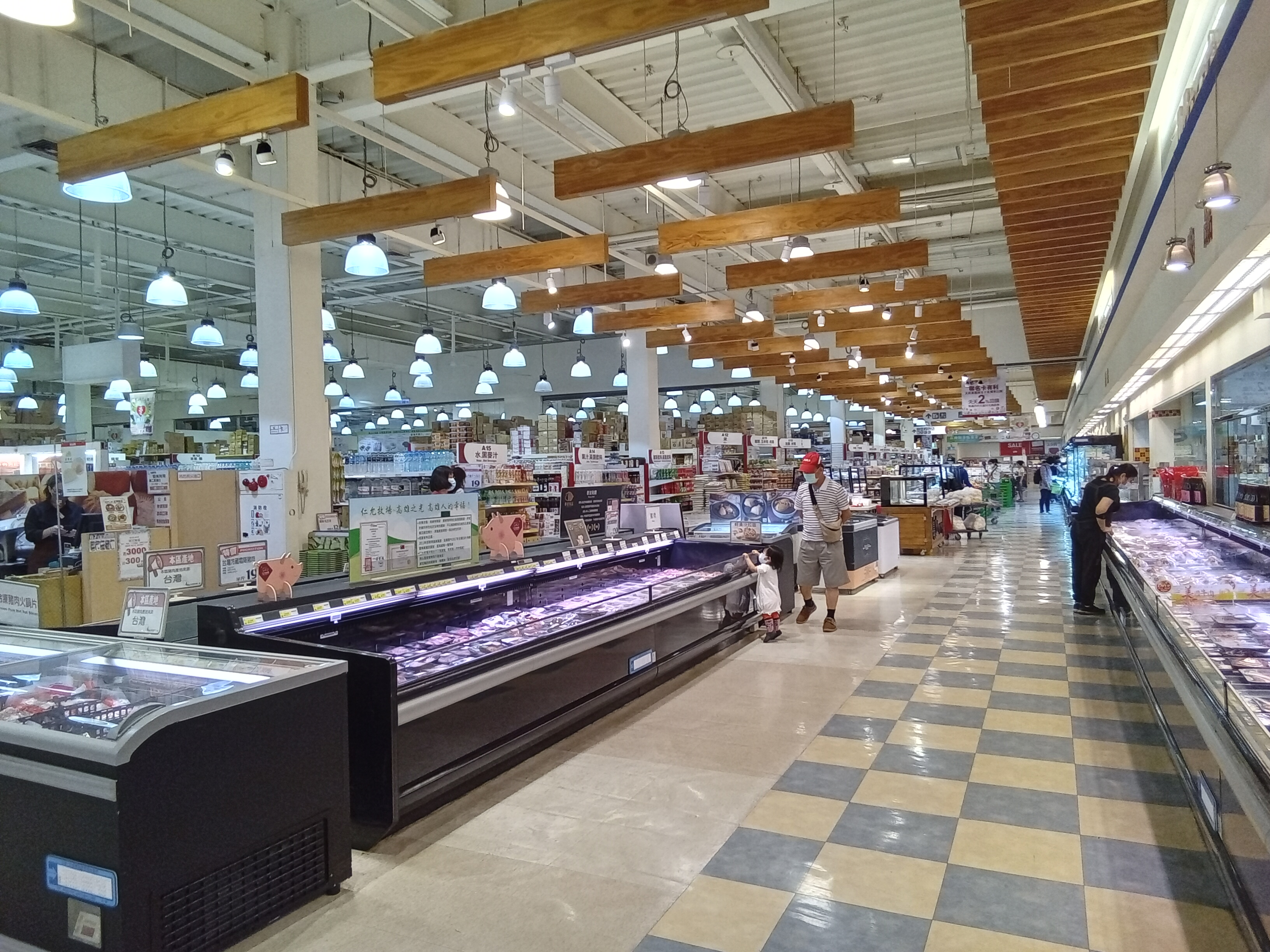
1F自營大型超市的生鮮食品區2
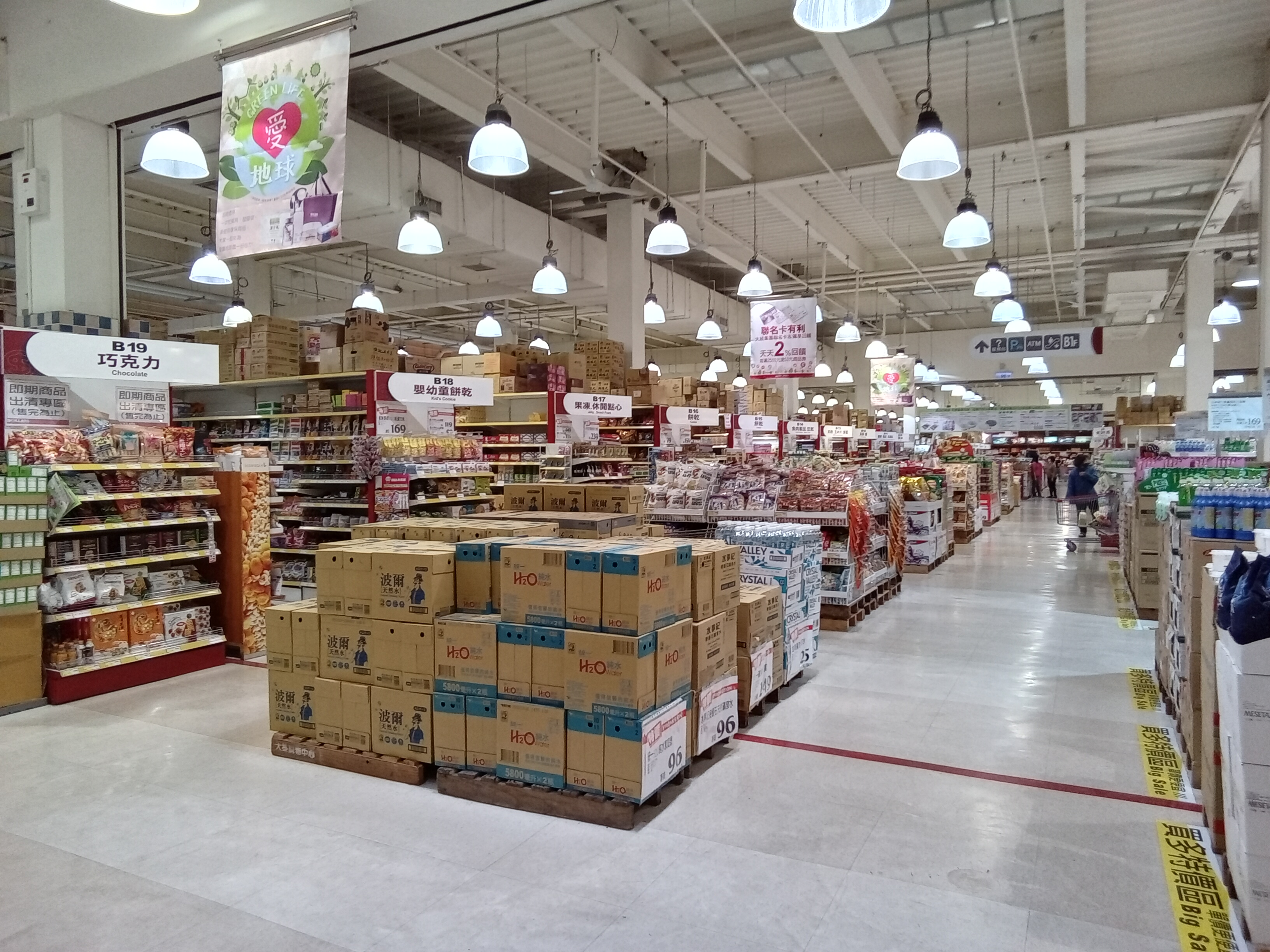
1F自營大型超市的中央走道
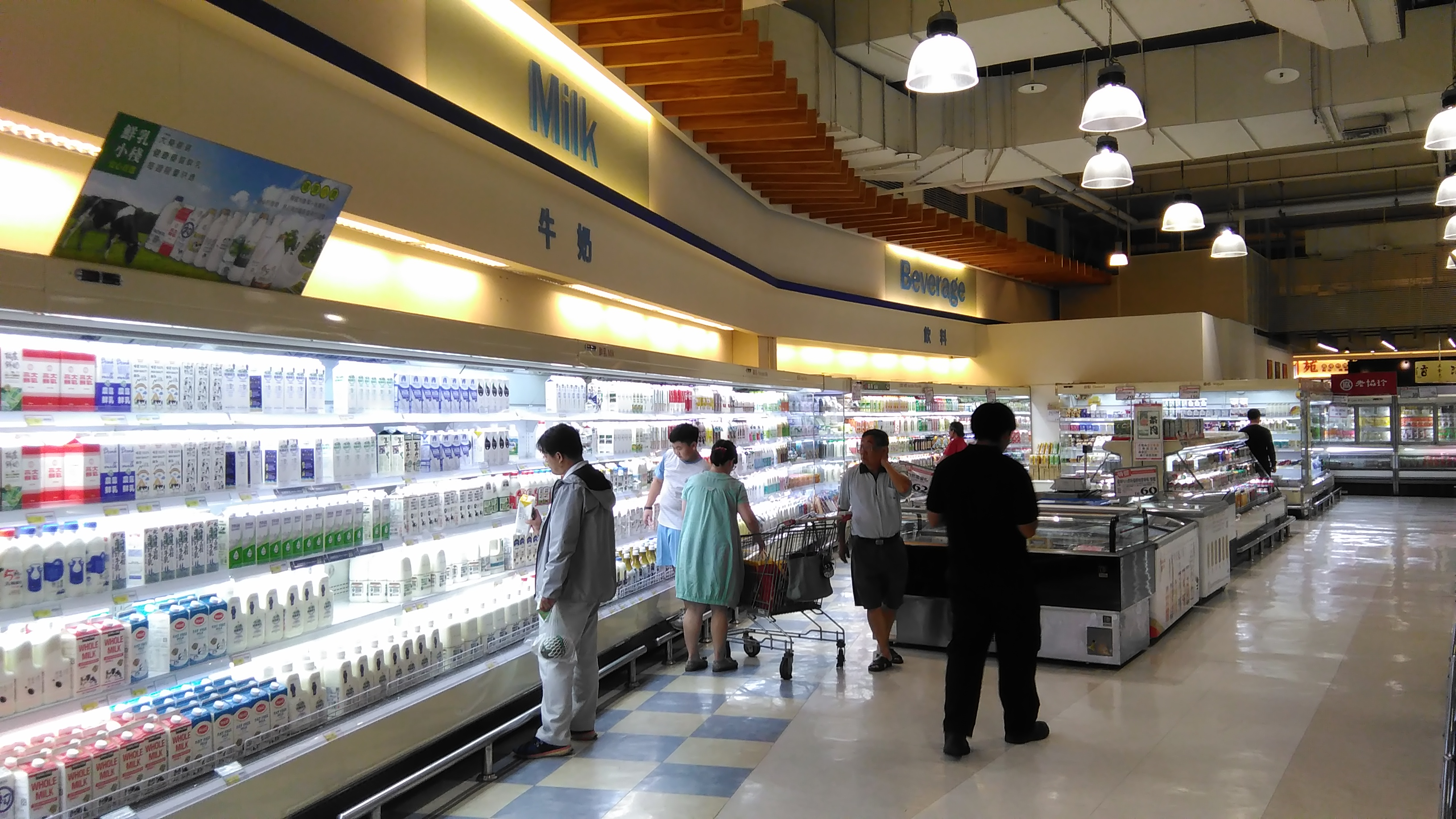
1F自營大型超市冷飲區
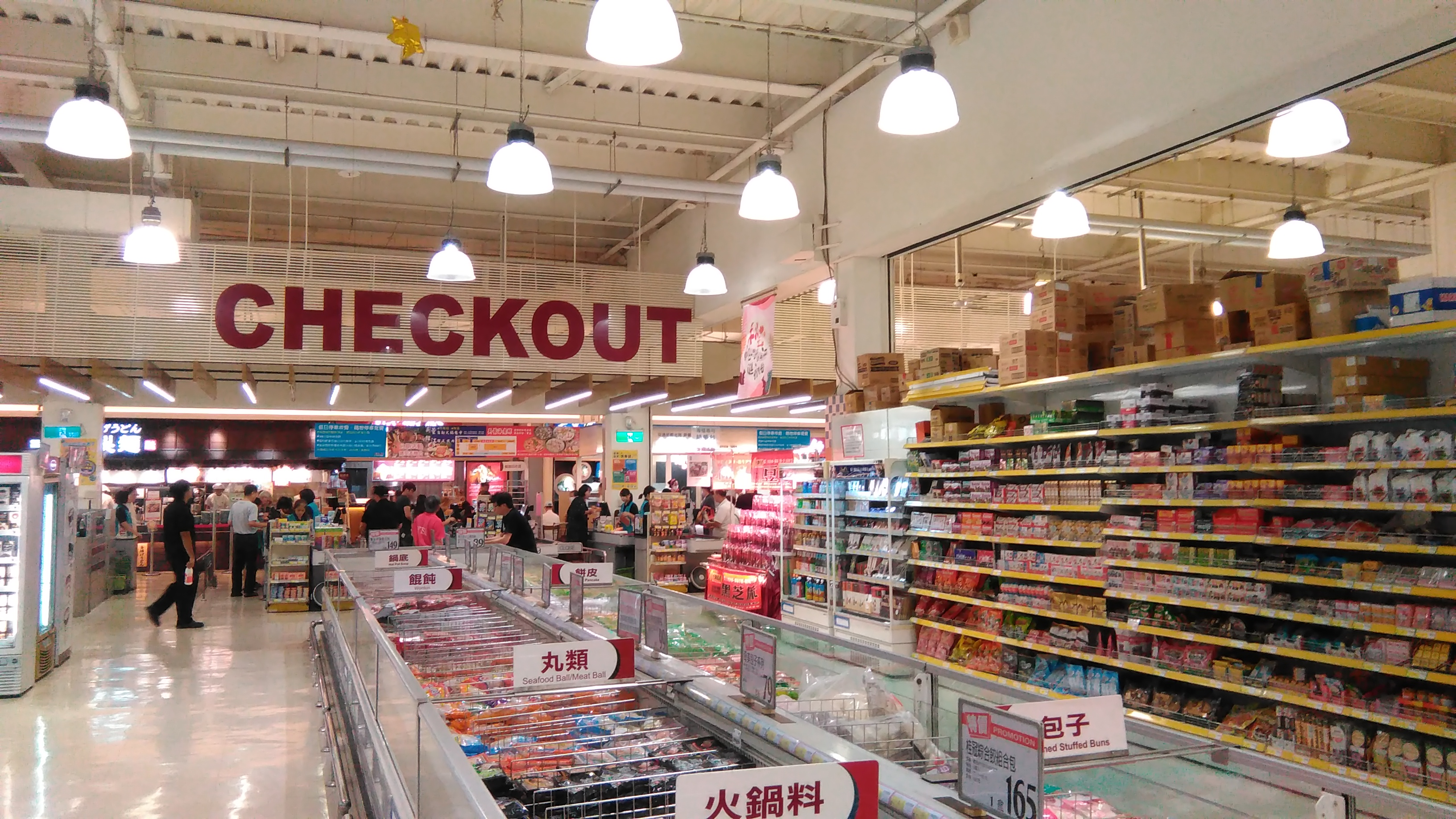
1F自營大型超市冷凍食品及零食區
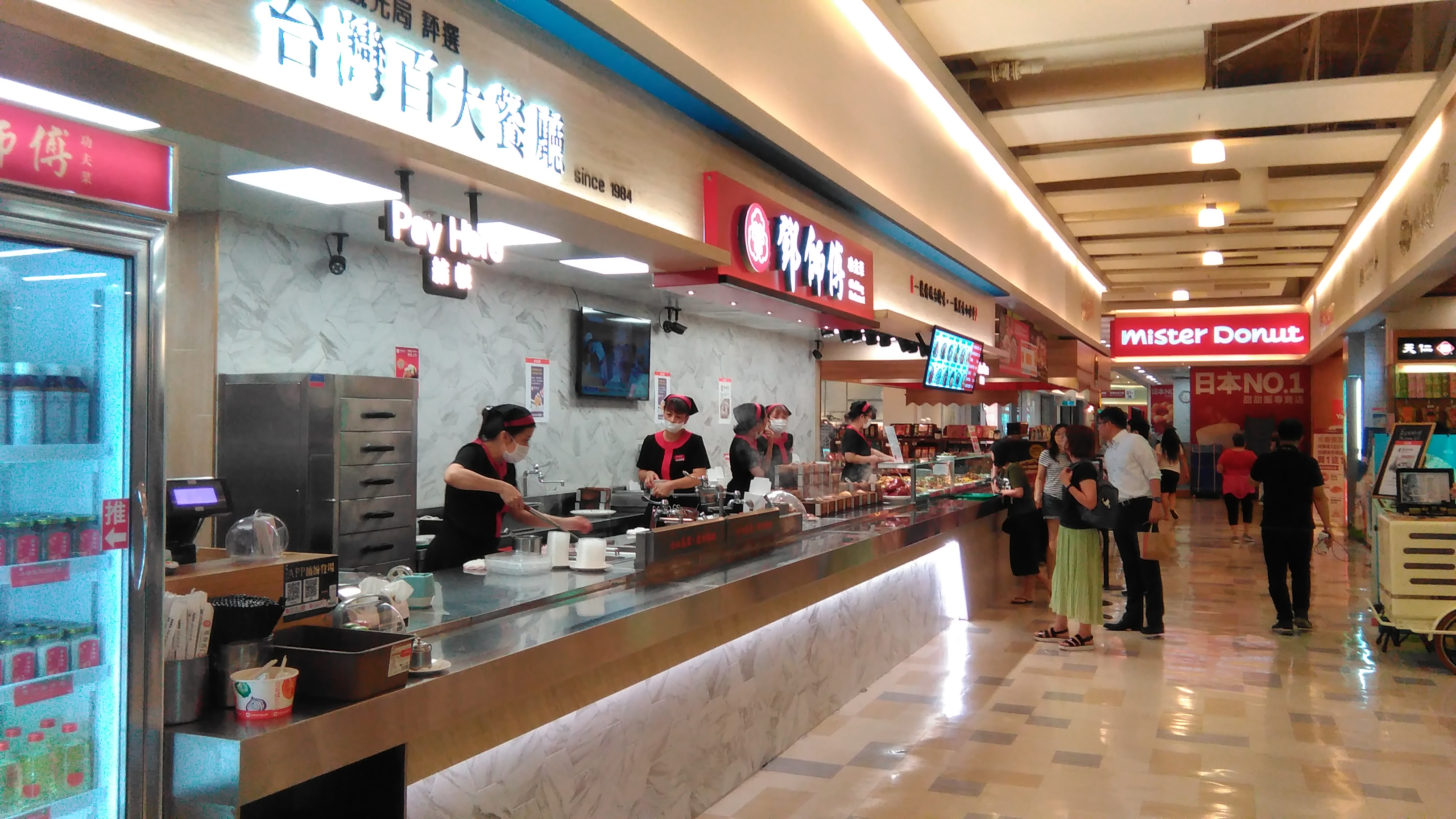
1F美食廣場專櫃
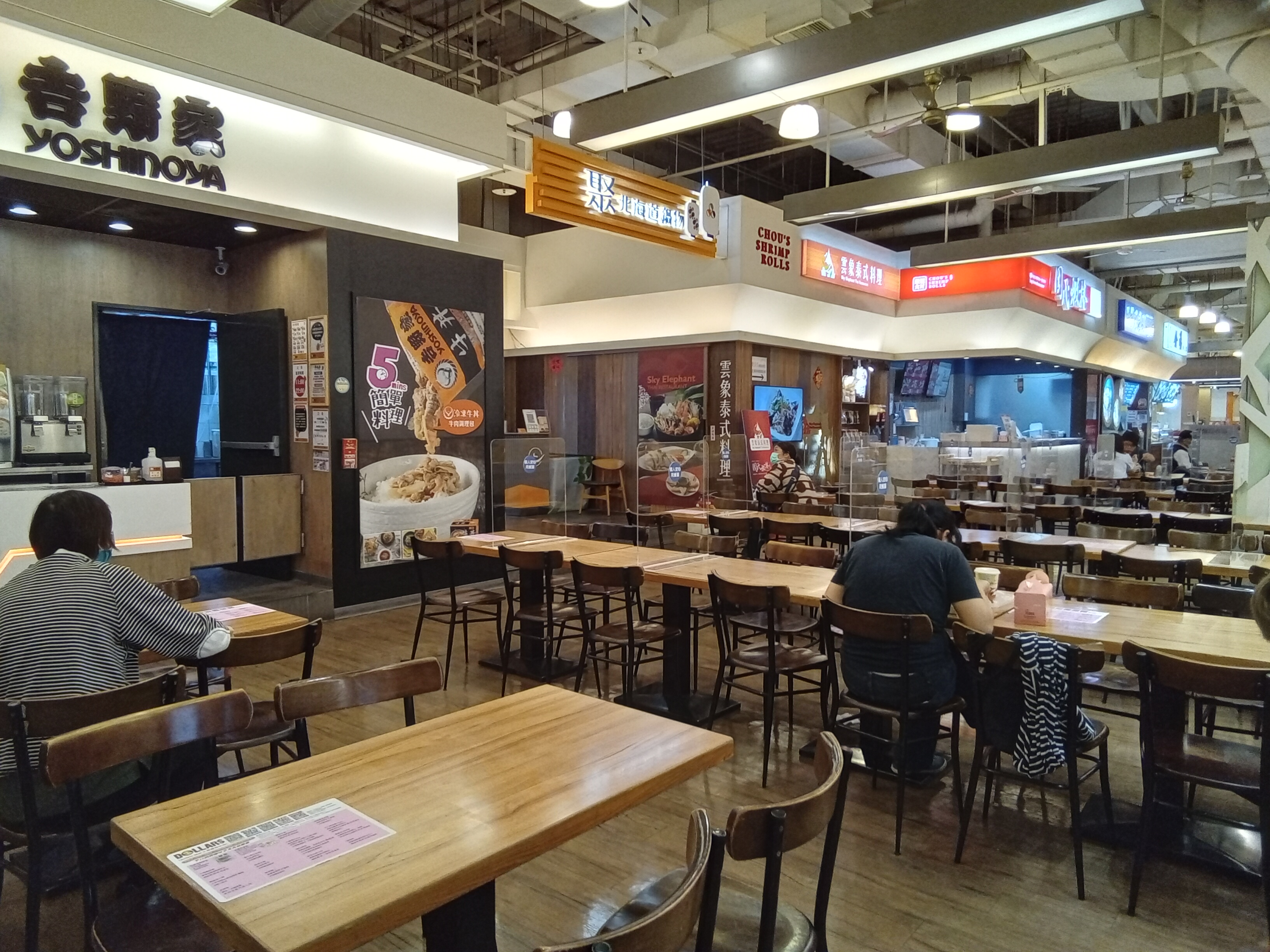
1F美食廣場座位區

## 交通

### 公車
| 編號             | 經營業者   | 區間                       | 備註       |
| ---------------- | ---------- | -------------------------- | ---------- |
| 3                | 南台灣客運 | 警廣站－凹子底公園         |            |
| 16A              | 南台灣客運 | 高鐵左營站－高雄科大(建工) |            |
| 16B              | 南台灣客運 | 高鐵左營站－高雄科大(建工) | 經南屏路。 |
| 明誠幹線（紅33） | 南台灣客運 | 左營南站－臺鐵鳳山站       |            |
| 8502             | 義大客運   | 高雄市立美術館－義大世界   |            |

### 公共自行車
- 高雄市公共自行車租賃系統：
  - 明誠聯興路口：明誠二路/聯興路口西南側
  - 民族大昌路口：民族一路/大昌一路口西側

## 周邊
- 河堤社區
- 愛河